# Olivfjällskivling
Olivfjällskivling (Lepiota forquignonii) är en svampart som beskrevs av Quél. 1885. Olivfjällskivling ingår i släktet Lepiota och familjen Agaricaceae.  Arten är reproducerande i Sverige. Inga underarter finns listade i Catalogue of Life.